# Bloomova taxonomie
Bloomova taxonomie (též taxonomie výchovných cílů) je teorie o cílech vzdělávání, kterou představil Benjamin Bloom v roce 1956. Teorie vymezuje strukturu cílů vzdělávání a jejich vztah k různým úrovním myšlení. Jedná se o jednu z nejdůležitějších pedagogických teorií a ovlivňuje plánování výuky a kurikula. Bloomova taxonomie je významná především pro způsob, jakým naznačuje konkretizaci a operacionalizaci cílů vzdělávání (definuje specifické a měřitelné cíle).

## Původní Bloomova taxonomie (50. a 60. léta)

### Kognitivní okruh
V původní publikaci  najdeme v kognitivní doméně tyto definice (postup od jednoduchých po složitější úrovně):
- znalost (knowledge) zahrnuje chování a testové situace, kdy se zdůrazňuje zapamatování představ, učiva nebo jevů, a to buď rozpoznáním nebo vyvoláním z paměti
- pochopení/porozumění (comprehension) zahrnuje vzdělávací cíle, chování nebo odpovědi, které představují pochopení/porozumění doslovného sdělení v rámci komunikace
- aplikace/použití (application) použití osvojené informace, konceptu nebo metody v jiné situaci k řešení problému
- analýza (analysis) zdůrazňuje rozbor učiva na jeho základní části/složky a odhalení vztahů mezi jeho částmi a pochopení způsobů, jak jsou tyto části/složky uspořádané
- syntéza (synthesis) je skládání složek a částí tak, aby tvořily celek. Ty se kombinují tak, aby vytvořily uspořádání (pattern) nebo strukturu, která předtím nebyla zřejmá/jasná
- hodnocení (evaluation) je uvažování ve vztahu k nějakému záměru hodnotit, jako jsou představy, práce, řešení, metody, učivo atd. Používají se kritéria a standardy hodnocení rozsahu.

Myšlenkové/kognitivní operace a tím i vzdělávací cíle vyšších úrovní jsou řazeny podle zvětšující se náročnosti a jsou podmíněny zvládnutím úrovní předchozích. Nezvládnutí jedné úrovně obvykle zakládá problémy při dosahování úrovní vyšších. Kromě kognitivního okruhu byly později popsány také vzdělávací cíle ve dvou dalších okruzích vzdělávacích cílů.

### Afektivní okruh
Navržený spolu s Bloomovým spolupracovníkem D. R. Krathwolem se zaměřuje na emoční/pocitové a subjektivní poznávání. Afektivní cíle jsou tedy takové, které se vztahují k postojům a hodnotám žáků.

### Senzomotorický okruh
Dovednosti v senzomotorickém okruhu popisují schopnosti fyzicky manipulovat s nástroji. Bloom a jeho kolegové nikdy nevytvořili podkategorie pro dovednosti v senzomotorické okruhu. 

## Revidovaná Bloomova taxonomie
Na konci 90. let byla Bloomova taxonomie významně revidována. Této revize se ujal tým pod vedením D. R. Krathwola.  Ti přepracovali a vytvořil novou taxonomii vzdělávacích cílů s dvěma rozměry: znalostní a kognitivní procesy. J. Hudecová uvádí hned několik důvodů, proč k revizi došlo. 
1. Brzy po vydání Bloomovy příručky se objevily hlasy lidí, kteří upozorňovali na problémy, které Bloomova taxonomie nedokázala dobře řešit. Bloom a jeho kolegové si však nikdy nedělali nárok na to, že jejich taxonomie je úplná, a považovali ji za něco, co se bude dále vylepšovat a doplňovat.
2. V behaviorální psychologii, o kterou se Bloom opíral, byly díky jejímu vývoji překonány některé závěry.
3. Přes změny, které nastaly ve vzdělávání, se ukázalo, že základní myšlenka taxonomie cílů je stále platná, a že ji stále více vyspělých vzdělávacích systémů používá. To proto, že je přijata myšlenka, že je důležité rozdělit vzdělávací cíle, aby se s nimi mohlo zacházet smysluplně.

I když hierarchické uspořádání taxonomie zůstává zachováno, postup od nejjednoduššího k nejsložitějšímu není nutný. Zejména při jednotlivých aktivitách v hodinách může dojít k prolínání, při kterém je hierarchie porušena (například žák může hodnotit, aniž by aplikoval). V celkovém průběhu kurzu by však měly být přítomny všechny dimenze taxonomie. Mezi prvními, kdo o této taxonomii referoval v Česku, byla J. Hudecová, která přeložila také níže uvedenou matrici. 
|                                      | DIMENZE KOGNITIVNÍHO PROCESU | DIMENZE KOGNITIVNÍHO PROCESU | DIMENZE KOGNITIVNÍHO PROCESU | DIMENZE KOGNITIVNÍHO PROCESU | DIMENZE KOGNITIVNÍHO PROCESU | DIMENZE KOGNITIVNÍHO PROCESU |
| ------------------------------------ | ---------------------------- | ---------------------------- | ---------------------------- | ---------------------------- | ---------------------------- | ---------------------------- |
| ZNALOSTNÍ DIMENZE                    | 1. ZAPAMATOVAT               | 2. ROZUMĚT                   | 3. APLIKOVAT                 | 4. ANALYZOVAT                | 5. HODNOTIT                  | 6. TVOŘIT                    |
| A. Znalost faktů (faktuální znalost) |                              |                              |                              |                              |                              |                              |
| B. Konceptuální znalost              |                              |                              |                              |                              |                              |                              |
| C. Procedurální znalost              |                              |                              |                              |                              |                              |                              |
| D. Metakognitivní znalost            |                              |                              |                              |                              |                              |                              |

#### Dimenze poznání(knowledge)
Autoři revidované Bloomovy taxonomie rozlišují čtyři typy poznání. 
| Faktuální      | základní znalosti, které si musí student osvojit pomocí disciplíny nebo řešením problémů           | znalost terminologie, technické symboly, noty |
| Konceptuální   | vzájemné vztahy mezi základními prvky v rámci větší struktury, díky kterým fungují dohromady       | znalost klasifikací a kategorií, Pythagorův teorém, fáze geologického vývoje země                                                                     |
| Procedurální   | jak něco udělat, metody dotazování a kritéria pro použití dovednosti, algoritmy, techniky a metody | znalost oborově specifických dovedností a algoritmů, znalost kritérií pro určení vhodných postupů, dovednosti používané při malování vodovými barvami |
| Metakognitivní | znalost kognice obecně stejně jako uvědomění a znalost vlastního poznání                           | strategické znalosti, znalosti kognitivních úkolů jako je kontextuální pochopení, sebepoznání                                                         |

#### Dimenze kognitivních procesů (cognitive process)
| Zapamatovat | uložení a vybavení znalosti z dlouhodobé paměti                                                                                   | poznávání a rozpoznávání, vybavování                                                              |
| Rozumět     | konstruování významu na základě získaných sdělení včetně ústního, písemného nebo grafického vyjádření                             | interpretace, doložení příkladem, klasifikace, sumarizování, usuzování, porovnávání, vysvětlování |
| Aplikovat   | využití postupu nebo struktury v různých situacích                                                                                | vykonávání, zavádění (implementace)                                                               |
| Analyzovat  | rozložení materiálu na části a určení, jaký je vzájemný vztah částí vztahují a v jakém jsou vztahu k celkové struktuře nebo účelu | rozlišování, uspořádání, přisuzování                                                              |
| Hodnotit    | posouzení podle daných kritérií a standardů                                                                                       | kontrolování, kritizování                                                                         |
| Tvořit      | vytváření nových soudržných celků z jednotlivých prvků, reorganizace prvků do nového znaku nebo struktury                         | vytváření, plánování, tvorba                                                                      |